# Filmpaar
Als Filmpaar (auch: Leinwandpaar, engl. screen couple) bezeichnet man beim Film zwei Schauspieler, die über mehrere Filmproduktionen hinweg als Hauptdarstellerpaar eingesetzt werden und als Paar charakteristische Interaktionsmuster ausbilden, die für das Publikum von Film zu Film wiederzuerkennen sind. Der Begriff wird teilweise gleichermaßen für entsprechende Paare im Kino als auch im Fernsehen verwendet.

## Allgemeines
Meist bezeichnet der Ausdruck ein gemischtgeschlechtliches Darstellerpaar, dessen Charaktere in der Filmhandlung Liebespartner sind oder zu Liebespartnern werden. Daneben kommen jedoch auch gleichgeschlechtliche Paare vor; deren Leinwandpartnerschaft hat in der Regel keinen sexuellen Charakter.

## Sogenannte Traumpaare
Besonders verbreitet waren Leinwandpaare unter den Bedingungen des Starsystems von Hollywood, wo die Studios versuchten, einen weiblichen und einen männlichen Schauspieler über gezielte Publicity als Markenprodukte zu etablieren. Dazu gehörte in der Regel auch ein entsprechendes Image, das seine Entsprechung in den Drehbüchern zu den jeweiligen Filmen fand, in denen das Leinwandpaar auftrat. Die einzelnen Paare unterschieden sich im Image teilweise erheblich, so dass einige Leinwandpaarungen teilweise zeitlich parallel nebeneinander ihre Produktionen auf den Markt brachten, ohne dass es zu einer Verdrängung kam. Das populäre Paar Vilma Bánky / Ronald Colman, das bei Samuel Goldwyn unter Vertrag stand, war zwischen 1925 und 1928 spezialisiert auf romantische Abenteuerfilme, die in fernen Ländern vor exotischer Kulisse spielten. Kurze Zeit später lancierte das Konkurrenzstudio MGM mit Greta Garbo / John Gilbert ein Paar, dessen Filme meist tragische Liebesgeschichten schilderten. Im Gegensatz dazu baute die Fox Film Corporation mit Janet Gaynor / Charles Farrell ein Duo auf, das ganz bewusst in eher harmlos-heiteren Romanzen auftrat und dem Paar den Titel America’s Favourite Lovebirds einbrachte.
Die meisten Leinwandpaare etablierten sich erst nach der positiven Resonanz des Publikums auf einen gemeinsamen Auftritt in einem Film. In der Regel versuchten die Studios dann durch einen speziell konzipierten Film das Interesse der Fans dauerhaft zu wecken. Ein typisches Beispiel dafür bildete die Paarung von Kay Francis und William Powell. Beide hatten 1929 in dem Paramount-Pictures-Film Behind the Make-Up einige wenige, eher unbedeutende Szenen zusammen, doch die positiven Rückmeldung der Zuschauer veranlasste das Studio, die beiden durch die Filme Street of Chance und For the Defense zielgerichtet als Duo zu etablieren. Die beiden Schauspieler wechselten gemeinsam 1932 zu Warner Brothers, wo sie prompt in zwei Filmen hintereinander eingesetzt wurden (Reise ohne Wiederkehr und Jewel Robbery).
Auch im indischen Kino kam es später zu solchen Traumpaaren. Ein Beispiel hierfür sind Shah Rukh Khan und Kajol. Obwohl beide schon 1993 in Baazigar und 1995 in Karan Arjun, die beide zu großen Hits wurden, als Hauptdarsteller zu sehen waren, kam ihr Durchbruch als Leinwandpaar erst mit dem Film Dilwale Dulhania Le Jayenge. Der Film war so erfolgreich, dass er bis heute ununterbrochen in einem indischen Kino läuft. Auch die nachfolgenden Filme des Paares Kuch Kuch Hota Hai, Kabhi Khushi Kabhie Gham und My Name Is Khan wurden zu Blockbustern. In der indischen Presse wird das Paar stets als Jodi No. 1 (dt.: Traumpaar Nummer 1) bezeichnet.
Gleichzeitig versuchten die Studios jedoch auch ganz gezielt, aus zwei Schauspielern ein Leinwandtraumpaar zu fertigen. Zu den bekannteren Beispielen zählte der Versuch von Paramount Pictures, die Vertragsschauspieler Fay Wray und Gary Cooper als Paramount’s Glorious Young Lovers zu etablieren. Der Versuch endete bereits nach dem ersten gemeinsamen Auftritt in The First Kiss. Erfolgreich war hingegen der Versuch von MGM, als sie auch Jean Harlow und Clark Gable, die bereits 1931 in The Secret Six einige Szenen hatte, ein Jahr später durch den Film Dschungel im Sturm zu einem Leinwandpaar aufbauten. Der entsprechende Slogan lautete schlicht: They were born to co-star! 
Die meisten Leinwandpaare überdauerten nur eine bestimmte Anzahl von Filmen. Das Ende der Zusammenarbeit konnte verschiedene Gründe haben. Einer oder auch beide Schauspieler konnten der Zusammenarbeit überdrüssig werden und den Wunsch haben, das Genre zu wechseln oder eine künstlerische Entwicklung anzustreben. Auf diese Weise beendeten Banky/Colman ihre Partnerschaft, da beide Stars einander im wahrsten Sinne überdrüssig waren. Ähnlich erging es Ginger Rogers und Fred Astaire, die die Zusammenarbeit schließlich als Einschränkung ihrer persönlichen Entwicklung ansahen. Ein weiterer Aspekt lag im Nachlassen des Publikumsinteresses, das meist zwangsläufig mit der ständigen Wiederholung der Drehbücher einherging. In diesem Fall lohnte sich für das Studio die Investition nicht mehr und das Leinwandpaar wurde aufgelöst. Das Duo Jeanette MacDonald / Nelson Eddy trat in meist sehr opulent produzierten Operetten auf, doch mit dem Wandel des Publikumsgeschmacks kosteten die Filme am Ende mehr, als sie einspielten, und das Studio erneuerte 1942 nicht mehr die auslaufenden Verträge mit den Schauspielern.
Die Publicity versuchte mitunter ganz gezielt Gerüchte zu streuen, dass die beiden Stars auch nach Drehschluss romantische Gefühle füreinander entwickeln würden. Ein gewisses Problem bei Leinwandpaaren tat sich auf, wenn sich einer der Partner entgegen den lancierten Geschichten in den Fanmagazinen für die Ehe mit einem Dritten entschloss. Eine solche Entscheidung bedeutete unter Umständen auch das Ende für das Leinwandpaar wie im Beispiel von Janet Gaynor und Charles Farrell.
Eine gewisse Sonderstellung zwischen Leinwandtraumpaaren und Komikerduos nahm die Kombination Dorothy Lamour / Bob Hope / Bing Crosby ein. Das Terzett etablierte sich 1940 durch den Film Der Weg nach Singapur, einen der Überraschungserfolge des Jahres. Das Studio entwickelte daraus eine ganze Serie von Filmen, die die drei Stars in den Hauptrollen präsentierte. Die Filme verbanden komische Situationen zwischen Hope und Crosby mit einer romantischen Dreiecksgeschichte zwischen den beiden und Lamour. Lamour drehte darüber hinaus noch zahlreiche Filme mit jeweils einem der beiden Darsteller.
Mit dem Ende des Studiosystems, als Hollywood deutlich dezentraler organisiert wurde und Schauspieler nicht mehr durch lange Verträge an Studios gebunden waren, kam es nur noch selten zu Formierungen von Leinwandpaaren über viele Filmprojekte. Eine Ausnahme bildete unter anderem Regisseur Woody Allen, der in seinen Filmen mit seinen damaligen Lebensgefährtinnen Diane Keaton und Mia Farrow viele Male vor der Kamera stand.

## Komikerduos
Besonders in Amerika waren Komikerduos, vorzugsweise von zwei männlichen Darstellern gebildet, auf der Bühne und im Film populär. Viele der bekannten Duos hatten sich bereits auf der Bühne und/oder im Radio etabliert, ehe sie zum Film wechselten. Das Komikerduo Jerry Lewis / Dean Martin konnte bereits auf eine äußerst erfolgreiche Karriere in Nachtclubs und Revuetheatern bauen, als es 1949 sein Debüt im Film gab. Der erste Auftritt war noch als Nebendarsteller, doch bereits mit dem Nachfolgefilm wurden die beiden Komiker in speziell auf ihre Talente zugeschnittenen Situationen präsentiert. Das Duo Bert Wheeler / Robert Whoolsey hatte Erfolg am Broadway, ehe die beiden für RKO zahlreiche gemeinsame Auftritte absolvierten. In den meisten Filmen spielte die Schauspielerin Dorothy Lee mit.
Andere bekannte Komikergespanne bildeten Stan Laurel / Oliver Hardy, die zunächst in zahllosen Kurzfilmen für Hal Roach auftraten, ehe sie 1931 den Sprung zu abendfüllenden Spielfilmen schafften, sowie Bud Abbott / Lou Costello, die seit 1941 immer wieder gemeinsam auf der Leinwand auftraten und zu den populärsten Filmstars der Zeit gehörten. Seltener waren weibliche Duos, unter denen eigentlich nur die Paarung Marie Dressler / Polly Moran, die beide bei MGM unter Vertrag standen, dauerhaften kommerziellen Erfolg hatte. Das auch im Privatleben verheiratete Komikerduo Gracie Allen / George Burns hatte seine ersten Erfolge in einer populären Radioshow, ehe sie ihre Karriere teilweise gemeinsam beim Film und später im Fernsehen fortsetzten.
Mit dem Aufkommen des Fernsehens ab Ende der 1940er Jahre wurden gerade in Amerika Familienserien beliebt, bei denen oft Paare die Hauptrolle hatten, die auch privat verheiratet waren. Beispiele waren Harriet und Ozzie Osmond (dargestellt von Harriet und Ozzie Nelson) aus der Serie The Adventures of Ozzie and Harriet, die sogar die gemeinsamen Söhne mit in die Handlung einbezogen, sowie Lucille Ball und Desi Arnaz mit ihrer Sitcom I Love Lucy.

## Gemischtgeschlechtliche Paare

### Ägypten
- Samia Gamal / Farid el Atrache – 5 Filme (1947–1952)

### Deutschland
- Lilian Harvey / Willy Fritsch – 12 Filme (1926–1939)
- Hertha Feiler / Heinz Rühmann – 12 Filme (1937–1968)
- Brigitte Horney / Joachim Gottschalk – 4 Filme (1938–1941)
- Sonja Ziemann / Rudolf Prack – 10 Filme (1947–1956)
- Ruth Leuwerik / Dieter Borsche – 5 Filme (1952–1957)
- Maria Schell / O. W. Fischer – 5 Filme (1952–1961)

### Indien
- Sulochana / Dinshaw Bilimoria: 28 Filme (1927–1939)
- Sridevi / Kamal Haasan: 19 Filme (1976–1985)
- Suchitra Sen / Uttam Kumar: 28 Filme (1953–1975)
- Devika Rani / Ashok Kumar: 8 Filme (1936–1941)
- Sheela / Prem Nazir: 107 Filme
- Shahrukh Khan / Kajol: 6 Filme (1993–2010)
- Raj Kapoor / Nargis: 16 Filme (1948–1956)

### Vereinigtes Königreich
- Anna Neagle / Michael Wilding – 6 Filme (1946–1952)
- Phyllis Calvert / Stewart Granger – 4 Filme (1943–1946)
- Chrissie White / Henry Edwards – 31 Filme (1915–1933)

### Vereinigte Staaten
- Vilma Bánky / Ronald Colman – 5 Filme (1925–1928)
- Greta Garbo / John Gilbert – 4 Filme (1926–1933)
- Janet Gaynor / Charles Farrell – 11 Filme (1927–1934)
- Kay Francis / William Powell – 6 Filme (1929–1932)
- Joan Crawford / Clark Gable – 8 Filme (1931–1940)
- Jean Harlow / Clark Gable – 5 Filme (1931–1937)
- Ginger Rogers / Fred Astaire – 10 Filme (1933–1949)
- Myrna Loy / William Powell – 14 Filme (1934–1947)
- Jeanette MacDonald / Nelson Eddy – 8 Filme (1935–1942)
- Claudette Colbert / Fred MacMurray – 7 Filme (1935–1949)
- Olivia de Havilland / Errol Flynn – 8 Filme (1935–1941)
- Loretta Young / Tyrone Power – 5 Filme (1936–1938)
- Dorothy Lamour / Bob Hope / Bing Crosby – 6 Filme (1940–1962)
- Greer Garson / Walter Pidgeon – 8 Filme (1941–1953)
- Katharine Hepburn / Spencer Tracy – 9 Filme (1942–1967)
- Veronica Lake / Alan Ladd – 4 Filme (1942–1948)
- Lauren Bacall / Humphrey Bogart – 4 Filme (1942–1948)
- Doris Day / Rock Hudson – 3 Filme (1959–1962)
- Elizabeth Taylor / Richard Burton – 8 Filme (1963–1973)
- Diane Keaton / Woody Allen – 8 Filme (1972–1993)
- Mia Farrow / Woody Allen – 13 Filme (1982–1992)
- Diane Lane / Richard Gere – 3 Filme (1984–2008)
- Meg Ryan / Tom Hanks – 3 Filme (1990–1998)

## Gleichgeschlechtliche Paare

### Dänemark
- Pat & Patachon – 55 Filme (1921–1940)

### Deutschland
- Liese und Miese – 10 Filme (1943–1944)
- Tran und Helle – (1939–1940)

### Italien
- Bud Spencer / Terence Hill – 18 Filme (1959–1994)
- Fernandel / Gino Cervi – 6 Filme (1951–1971)

### Vereinigtes Königreich
- Chrissie White / Alma Taylor: (1911–1915)

### Vereinigte Staaten
- Stan Laurel / Oliver Hardy – 106 Filme (1927–1951)
- Marie Dressler / Polly Moran – 10 Filme (1927–1932)
- Bert Wheeler / Robert Woolsey – 24 Filme (1929–1937)
- Bud Abbott / Lou Costello – 38 Filme (1940–1956)
- Jack Lemmon / Walter Matthau – 11 Filme (1966–1998)
- Dean Martin / Jerry Lewis – 17 Filme (1949–1956)

### International
- Pierre Brice / Lex Barker – 9 Filme (1962–1968)